# Liste der Monuments historiques in Dombras
Die Liste der Monuments historiques in Dombras führt die Monuments historiques in der französischen Gemeinde Dombras auf.

## Liste der Objekte
| Bezeichnung               | Beschreibung                                                                                  | Standort                      | Kennzeichnung | Schutzstatus | Datum | Bild |
| ------------------------- | --------------------------------------------------------------------------------------------- | ----------------------------- | ------------- | ------------ | ----- | ---- |
| Skulptur Madonna mit Kind | Kalkstein, farbig gefasst, Ende des 16. Jahrhunderts                                          | in der Kirche St-Brice (Lage) | PM55001820    | Inscrit      | 1980  |      |
| Hauptaltar                | Altartisch, drehbarer Tabernakel und zwei Leuchterengel; Stein, Holz, farbig gefasst, um 1776 | in der Kirche St-Brice (Lage) | PM55001821    | Inscrit      | 1981  |      |